# Mensaje de Navidad de Su Majestad (Reino Unido)
El Mensaje de Navidad del Rey es una transmisión realizada por el soberano del Reino Unido y los otros Reinos de la Commonwealth cada año en Navidad. La tradición comenzó en 1932 con una transmisión de radio del rey Jorge V a través del Empire Service de la British Broadcasting Corporation. El mensaje se transmite por televisión, radio e Internet a través de varios proveedores. Por lo general, se transmite a las 15:00 GMT (3:00 p. m. hora local) el día de Navidad.

## Historia

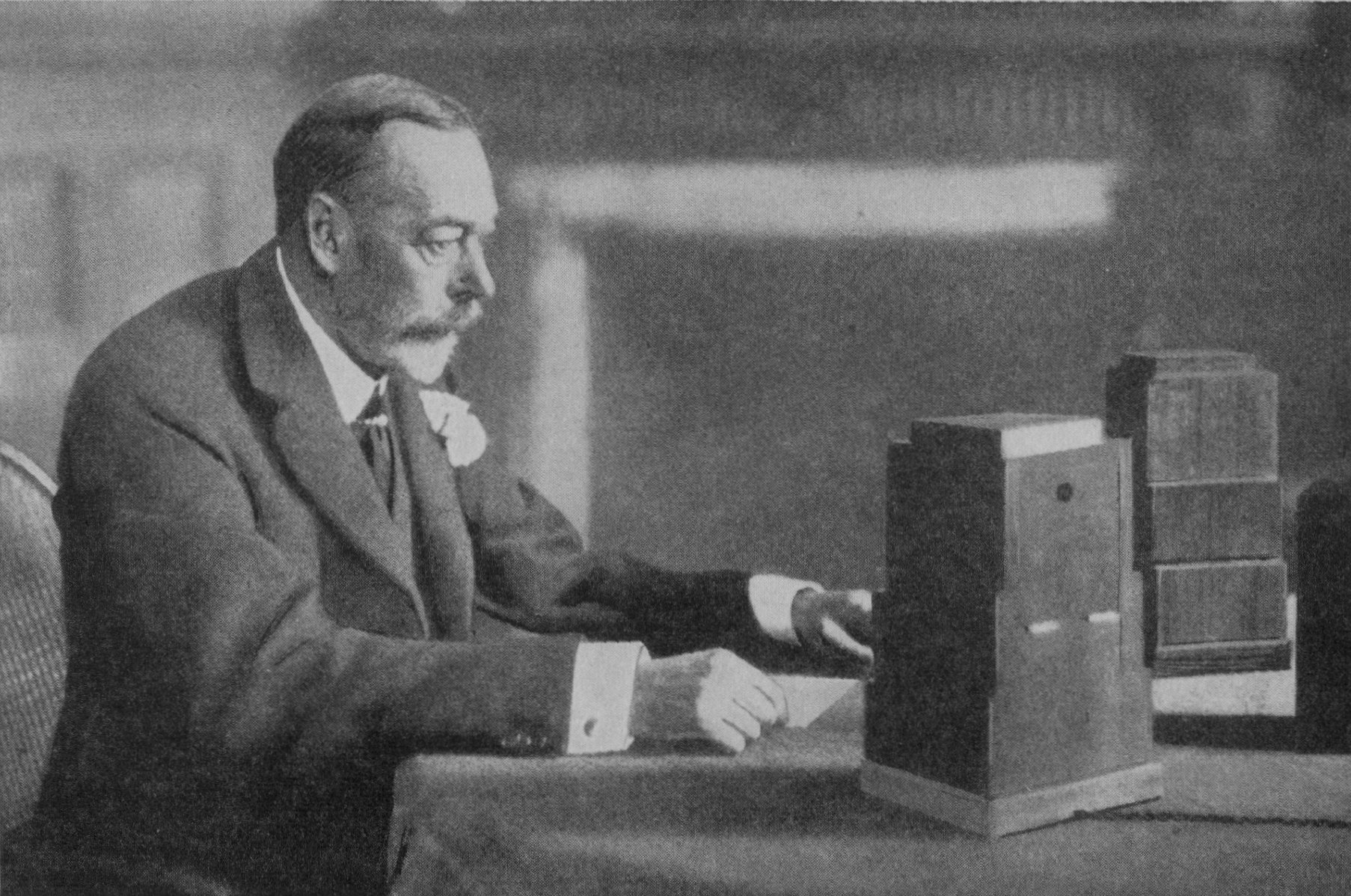
El rey Jorge V, dirigiendo el primer mensaje inaugural de Navidad en 1932

La idea de un mensaje de Navidad del soberano al Imperio Británico fue propuesta por primera vez por el director general fundador de la British Broadcasting Corporation (BBC), John Reith, en 1922 cuando se acercó al rey Jorge V para hacer una breve transmisión sobre el recién servicio de radio creado. Sin embargo, el rey se negó, creyendo que la radio era principalmente un entretenimiento. Reith se acercó nuevamente al Rey diez años después, en 1932, como una forma de inaugurar el Servicio del Imperio (ahora el Servicio Mundial) y el Rey finalmente accedió después de que la Reina María y el Primer Ministro Ramsay MacDonald lo alentaron a hacerlo.  Ese año, el rey Jorge V leyó el primer mensaje real de Navidad, que fue escrito por Rudyard Kipling; El Rey originalmente dudaba sobre el uso del medio relativamente no probado de la radio, pero se tranquilizó después de una visita de verano a la BBC y acordó llevar a cabo el concepto y leer el discurso desde un estudio temporal instalado en Sandringham House.
La transmisión navideña de 1934 fue presentada desde Ilmington Manor por Walton Handy, un pastor local de 65 años, con villancicos del coro de la iglesia y el sonido de las campanas de la iglesia del pueblo, y llegó a aproximadamente 20 millones de personas en Australia, Canadá, India, Kenia, Sudáfrica y el Reino Unido.
Mientras que su hijo, el rey Eduardo, abdicó justo antes de su primera Navidad como rey, el rey Jorge continuó con las transmisiones navideñas de su padre; fue en su lectura de 1939 pronunciada en las etapas iniciales de la Segunda Guerra Mundial que pronunció las famosas líneas: 

"Le dije al hombre que estaba en la Puerta del Año: 'Dame una luz para que pueda pisar con seguridad en el desconocido.' Y él respondió: 'Ve a la oscuridad, y pon tu mano en la mano de Dios. Eso será para ti mejor que la luz, y más seguro que un camino conocido'".

Durante muchos años, el discurso del Rey llegaba al final de una transmisión de una hora de saludos desde varias partes del Imperio Británico y la Commonwealth que generalmente incluía entrevistas con personas comunes de muchas ocupaciones, como un posadero en un pueblo inglés, un minero en Sudáfrica, y un salvavidas en Australia con el discurso del Rey sirviendo como vínculo que une a la Commonwealth.
La hija y sucesora de Jorge VI, la reina Isabel II, dio su primer mensaje de Navidad a la Commonwealth of Nations desde su estudio en Sandringham House, a las 3:07 p. m. del 25 de diciembre de 1952, unos 10 meses después de la muerte de su padre. Cinco años después, el mensaje fue transmitido por televisión por primera vez.  Ha sido una transmisión televisiva anual todos los años desde, con la excepción de 1969: ese año, no se dio ningún mensaje porque durante el verano se había producido un documental especial, Royal Family, en relación con la investidura del Príncipe de Gales. Por lo tanto, se decidió no hacer una transmisión en Navidad, pero la Reina emitió un mensaje escrito en su lugar.
Hasta 1996, la emisión navideña siempre la producía la BBC; el monopolio se acabó cuando se anunció que, a partir de 1997, el mensaje sería producido y emitido alternativamente por la BBC y su principal rival, Independent Television News (ITN), con una rotación bienal. The Daily Telegraph informó que esta decisión se tomó después de que la BBC decidiera proyectar una entrevista con Diana, Princesa de Gales, en su programa de actualidad Panorama,  algo que disgustó a la reina. Esto fue negado por el Palacio de Buckingham, que dijo que los nuevos arreglos "reflejan la composición de las industrias de la televisión y la radio en la actualidad". A partir del 2011, Sky News se agregó a la rotación.
Sky News grabó el mensaje de Navidad de la Reina para la Navidad del 2012, el año del Jubileo de Diamante de la Reina, y por primera vez se grabó en 3D.  Según los informes, el Palacio de Buckingham explicó: "Queríamos hacer algo un poco diferente y especial en este año del Jubileo, por lo que hacerlo por primera vez en 3D parecía algo bueno, desde el punto de vista tecnológico".
Bajo el reinado de la reina Isabel II, los temas y la dirección del discurso fueron decididos por la reina y el texto fue escrito en gran parte por la propia reina, a veces con la ayuda del príncipe Felipe y su personal. En los últimos años de su reinado, el discurso adquirió un tono más personal y religioso.
Tradicionalmente, el mensaje comienza con el himno nacional británico God Save The King.

## Producción
El mensaje generalmente combina una crónica de los principales eventos de ese año, con un enfoque específico en la Commonwealth of Nations y con los hitos y sentimientos personales del soberano sobre la Navidad. Es uno de los pocos casos en que el soberano habla públicamente sin el consejo de ningún ministro de la Corona en cualquiera de los reinos del monarca. La planificación del discurso de cada año comienza meses antes, cuando el monarca establece un tema y se recopilan y ensamblan las imágenes de archivo apropiadas; el discurso real se registra unos días antes de Navidad.

### Horario de transmisión

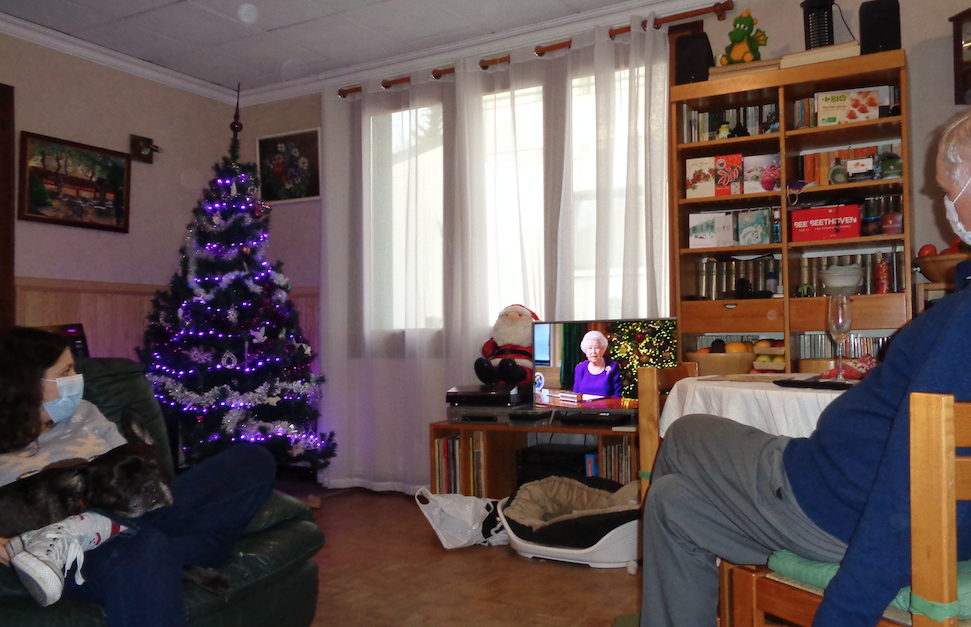
Una familia observando el mensaje televisivo de la reina en diciembre del 2020, año que irrumpió con fuerza la Pandemia por COVID-19

- En Internet, al igual que en Reino Unido, la retransmisión del mensaje de Navidad del Rey está embargada hasta las 15:00 GMT del 25 de diciembre.
- En Nueva Zelanda es el primer país de la Commonwealth en transmitir el mensaje por ondas de radio, a las 18:06 hora local (5:06 a. m. GMT) por Radio New Zealand en RNZ National, luego nuevamente a las 18:50 por Television New Zealand en TVNZ1. .
- En Australia, el mensaje es transmitido por Australian Broadcasting Corporation a las 15:20 hora local (5:20 a. m. a 8:20 a. m. GMT, según la zona horaria).
- En Canadá, la Canadian Broadcasting Corporation transmite el mensaje generalmente al mediodía hora local en CBC Television (3:30 p. m. a 8 p. m. GMT según la zona horaria) y a las 11:50 a. m. hora local en CBC Radio One y CBC Music. Algunas estaciones privadas como CTV también transmiten el discurso.
- Fuera de la Commonwealth, C-SPAN en los Estados Unidos transmite el Mensaje del Rey en horarios que varían según el horario de la red. Ninguna estación de radio estadounidense transmite la transmisión, aunque algunas áreas fronterizas con Canadá pueden recibirla a través de CBC.

## Mensajes

### De parte de Jorge V
| Año  | Notas | Prductora asociado a ella |
| ---- | --- | ------------------------- |
| 1932 | Escrito por Rudyard Kipling, El discurso inaugural por ese medio, se refirió al avance de la tecnología que permitió al Rey llevar un mensaje íntimo a todas partes del mundo, además de mencionar la necesidad de trabajar por la paz y aconsejar a los oyentes a buscar la "prosperidad sin egoísmo"." | BBC                       |
| 1933 | En su segundo discurso de Navidad, Jorge V expresó su gratitud a sus súbditos por sus saludos navideños y aseguró a los oyentes que "el año pasado ha mostrado un gran progreso hacia la recuperación mundial [de la Gran Depresión] y la puesta en orden de nuestra respectivas comunidades" y habló de su "esperanza y confianza" para el futuro. También habló de las mejoras en las comunicaciones a nivel mundial que trae la tecnología y los beneficios que trae al tratar los problemas de manera oportuna. | BBC                       |
| 1934 | El rey Jorge V habló del Imperio Británico como "unido a mí y entre sí por el espíritu de una gran familia" y de cómo él y María se sintieron conmovidos por la forma "este espíritu se manifestó" en el matrimonio ese año de su hijo, el Duque de Kent y la Princesa Marina. Agregó, en referencia a las crisis económicas y políticas internacionales en curso de la década, que deseaba que este espíritu dentro del Imperio se profundizara y ampliara en respuesta a un mundo inquieto y agregó que "Las nubes se están disipando, pero aún tenemos nuestras propias ansiedades". de encontrarnos. Estoy convencido de que si nos reunimos con ellos en el espíritu de una sola familia, los venceremos". También se refirió a la importancia de los Dominios emergentes dentro del Imperio afirmando que "A través de ellos, la familia se ha convertido en una mancomunidad de naciones libres, y han llevado a sus hogares los recuerdos y tradiciones de la Madre Patria". También abordó las crecientes demandas de Independencia de la India al asegurar a la gente de la India británica "de mi cuidado constante, y deseo que todos se den cuenta y valoren plenamente sus propios lugar en la unidad de la única familia." | BBC                       |
| 1935 | El discurso mencionó el 25 aniversario del rey desde su acceso al trono y su lugar como vínculo personal entre sus pueblos, así como el matrimonio de su hijo, el príncipe Enrique de Gloucester, y la muerte de su hermana, la Princesa Victoria. También se refirió a su deseo de paz y buena voluntad entre todas las naciones diciendo que esto también traerá una solución a los problemas económicos de la Gran Depresión del período. El Rey ofreció su pésame a todos aquellos en el Imperio que sufrían aflicciones personales y también pidió esperanza y alegría unidos por los lazos de servicio que darían a las personas la resolución necesaria para superar sus dificultades. | BBC                       |

### De parte de Jorge VI

#### 1936 a 1939
| Año  | Notas | Productora asociada |
| ---- | --- | ------------------- |
| 1936 | No tuvo lugar, debido a la abdicación de Eduardo VIII, para poder casarse con Wallis Simpson | Ninguno             |
| 1937 | En su primera transmisión como rey, después de la escandalosa abdicación de su hermano mayor, Eduardo VIII, el monarca recordó las transmisiones de su padre al Imperio y la reverencia que le tenían los oyentes. Jorge VI dijo que no podía aspirar a reemplazar las transmisiones de su padre pero que, sin embargo, como esta era su primera Navidad como rey, agradeció al Imperio por su apoyo y lealtad durante su primer año en el trono. Expresó su compromiso de ser digno del apoyo de sus súbditos. Mirando hacia atrás en 1937, notó las "sombras de enemistad y miedo" que se cernían sobre partes del mundo, pero volvió al mensaje de Navidad, de paz y buena voluntad, y expresó la esperanza de que ese espíritu prevalecería y continuaría siendo la piedra angular. de la vida de las personas. | BBC                 |
| 1938 | No tuvo lugar la entrega del mensaje, debido a inconvenientes. | Ninguno             |
| 1939 | Entregando su mensaje en la primera Navidad de la Segunda Guerra Mundial, el Rey habló en vivo desde Sandringham House para ofrecer un mensaje de tranquilidad. Habló de la Navidad como una fiesta de la paz y lamentó que "es la tragedia de esta época que haya países poderosos cuya dirección y política se basen en la agresión y la supresión de todo lo que apreciamos para la humanidad". Continuó diciendo: “Es esto lo que ha conmovido a nuestros pueblos y les ha dado una unidad desconocida en cualquier guerra anterior. Sentimos en nuestro corazón que luchamos contra la maldad, y esta convicción nos dará fuerzas día a día para perseverar. hasta que la victoria esté asegurada". Habló de su orgullo por el coraje y la devoción de la Royal Navy en sus batallas en los primeros meses de la guerra, así como del coraje de la marina mercante para salvaguardar la seguridad de los mares. También expresó su agradecimiento a la Fuerza Expedicionaria Británica y otros ejércitos del Imperio diciendo que "Su tarea es difícil. Están esperando, y esperar es una prueba de valor y disciplina. Pero sé que cuando llegue el momento de actuar, demostrarán que son dignos de las más altas tradiciones de su gran Servicio". Se refirió a las naciones y colonias del Imperio como una "Familia de Naciones que está dispuesta a sacrificar todo lo que la libertad de espíritu pueda salvar al mundo" y se refirió a la ayuda que Gran Bretaña ha recibido del resto del Imperio. Jorge VI se refirió a "la causa de la civilización cristiana" como lo que une al Imperio y sus Aliados, y agregó que "Sobre ninguna otra base se puede construir una verdadera civilización". Concluyó con palabras de aliento del poema Dios sabe de Minnie Louise Haskins: 'Le dije al hombre que estaba en la Puerta del año: " Dame una luz para que pueda caminar con seguridad hacia lo desconocido". Y él respondió: "Ve a la oscuridad, y pon tu mano en la mano de Dios. Eso será para ti mejor que la luz, y más seguro que un camino conocido".' | BBC                 |

#### 1940s
| Año  | Notas | Productora asociada |
| ---- | --- | ------------------- |
| 1940 | El rey Jorge habló de separación y unidad: la tristeza que trajo la separación durante la guerra para los miembros de las Fuerzas Armadas y sus familias y para las familias británicas cuyos niños fueron evacuados al extranjero a Canadá, Australia, Nueva Zelanda, Sudáfrica y los Estados Unidos en la Segunda Guerra Mundial y la unidad lograda al enfrentar peligros y sufrimientos comunes en casa y en el frente por parte de civiles y militares por igual y del compañerismo que surge entre el pueblo británico frente a la adversidad y la sus esperanzas de que este nuevo espíritu de unidad y compañerismo continúe en tiempos de paz y entre todas las naciones del mundo. | BBC                 |
| 1941 | El Rey se centró en nuestra "única gran familia", afirmando: "[es] sirviéndonos unos a otros y sacrificándonos por nuestro bien común que estamos encontrando nuestra verdadera vida". Habló de "los hombres que en todas partes del mundo están sirviendo al Imperio y a su causa con tanto valor y devoción por mar, tierra y aire", así como de las mujeres "que ante el llamado del deber han abandonado sus hogares". para unirse a los servicios, o para trabajar en la fábrica, el hospital o el campo" y también recordó el sufrimiento de los heridos, los afligidos y los prisioneros de guerra y su confianza en que el servicio y el sacrificio del pueblo británico por el bien común ganará la guerra y una paz duradera e instó a la gente a afrontar el próximo año con coraje, fuerza y buen corazón para superar los peligros que se avecinan. | BBC                 |
| 1942 | El Rey habló de la confianza que le brindan las recientes Aliados victorias militares y de las contribuciones de los Estados Unidos y la Unión Soviética en la guerra contra los Alemania nazi así como por estadounidenses y australianos en la Teatro del Pacífico contra Japón. También habló de la movilización del pueblo indio contra la amenaza de la invasión japonesa y de otros puestos de avanzada del Imperio Británico, hablando directamente a las fuerzas británicas que servían allí refiriéndose a la "Commonwealth de las Naciones como un "círculo familiar, cuyos lazos, preciosos en años de paz, se han estrechado aún más por el peligro". tristeza, consuelo y también orgullo, se refirió también a sus visitas por el país presenciando el aumento de la producción agrícola por el esfuerzo bélico y su agradecimiento y admiración hacia quienes trabajan la tierra, también se refirió a los líderes de gobiernos extranjeros y funcionarios que han buscado refugio en Gran Bretaña y les han pedido que sean recibidos en un espíritu de hermandad. | BBC                 |
| 1943 | En su nombre y en el de la Reina, el Rey Jorge envió saludos y buenos deseos a "cada uno de ustedes en todo el mundo", a los que sirven en el ejército en todo el mundo, a los heridos que yacen en el hospital, así como a los civiles en el trabajo o en casa y remarcó que los pensamientos de todos están en "lugares distantes" y sus corazones están con los que aman. El Rey también habló de su agradecimiento por las victorias del año pasado y su agradecimiento por la contribución de los Estados Unidos, la Unión Soviética y China y de la unidad de las "Naciones Unidas" (los Aliados) así como sus pensamientos para Francia y tierras ocupadas. También habló del espíritu de la gente diciendo: "Sabemos que mucho trabajo duro y lucha dura, quizás trabajo más duro y lucha más dura que nunca, son necesarios para la victoria. No descansaremos de nuestra tarea hasta que no se termine noblemente." | BBC                 |
| 1944 | El Rey habló de esperanza en su mensaje diciendo que "las lámparas que los alemanes habían apagado en toda Europa se estaban reavivando y comenzaban a brillar a través de la niebla de la guerra". Agregó que "en estas fechas navideñas pensamos con orgullo y agradecimiento en nuestros combatientes dondequiera que estén. Que Dios los bendiga y proteja y les lleve la victoria", añadiendo también sus mejores deseos para los enfermos y heridos en el hospital y el personal médico. cuidándolos, y de los prisioneros de guerra y los familiares en casa esperando su regreso. También habló del arduo trabajo y el sacrificio de las personas en todo el Imperio que ayudaron a acercar la victoria y del objetivo de crear después de la guerra "un mundo de hombres libres, al margen de la tiranía"." | BBC                 |
| 1945 | Dijo que aunque se había sacrificado mucho de gran valor para lograr la victoria, lo que se había salvado no tenía valor y que la visión de la paz mundial de la que había hablado en transmisiones anteriores durante la guerra se había convertido en una realidad.. | BBC                 |
| 1946 | El Rey repasó las privaciones de los años de la guerra, las dificultades del ajuste de la posguerra, y agregó palabras de aliento a sus súbditos, y aconsejó paciencia diciendo: "No podemos esperar que el mundo, tan gravemente herido, se recupere rápidamente, pero su convalecencia ciertamente puede ser acelerado por nuestra resistencia y buena voluntad continuas" y agregó que aunque el año anterior debido a la escasez y las cargas de la reconstrucción de la posguerra no había sido fácil "Se avecinan días mejores y nuestra tarea es movilizar el espíritu navideño y aplicar su poder de curación a nuestra vida diaria." | BBC                 |
| 1947 | El Rey afirmó que "la unidad y la firmeza de la Mancomunidad y el Imperio Británicos salvaron las libertades del mundo" y llamó a los oyentes a recordar eso y a no dudar de su "poder y voluntad de ganar" frente a los desafíos de la posguerra. y adversidad | BBC                 |
| 1948 | El rey Jorge VI entregó su mensaje de Navidad desde el Palacio de Buckingham por primera vez ya que no podía viajar fuera de Londres, a su retiro de Sandringham, debido a problemas de salud. Recordó que el año había visto el aniversario de plata de su matrimonio con su consorte, así como el nacimiento de su nieto, el príncipe Carlos. También habló de su enfermedad y su pesar por tener que cancelar una gira planificada por Australia y Nueva Zelanda como resultado. Se refirió a la "evolución" de la Commonwealth británica y su orgullo por "ampliar los límites de la libertad dondequiera que viva nuestra gente"." | BBC                 |
| 1949 | El Rey tranquilizó a la gente sobre su recuperación de la enfermedad y expresó su gratitud a los Estados Unidos de América por su simpatía y ayuda en el esfuerzo de Gran Bretaña hacia la recuperación; en ese momento, Gran Bretaña era el mayor beneficiario del Plan Marshall. | BBC                 |

#### 1950s
| Año  | Notas | Productor asociado |
| ---- | --- | ------------------ |
| 1950 | Con la profundización de la Guerra Fría, la Guerra de Corea, la Emergencia Malaya así como el riesgo planteado por las armas termonucleares, el Rey habló de "la sombría sombra de la guerra" colgando sobre el mundo. Tomó como tema de su mensaje el Pilgrim's Progress de John Bunyan, su historia de ir hacia adelante, solo para retroceder mientras se mantiene "nuestros ojos fijos en el lejano, delicioso montañas de paz y buena voluntad” como tomó del libro el lema “Lo que venga o no venga, no tendré miedo” y la necesidad de que cada uno lleve su carga, aunque parezca insuperable. El Rey también expresó su deseo de paz diciendo "si nuestro mundo quiere sobrevivir en cualquier sentido que haga que la supervivencia valga la pena, debe aprender a amar y no odiar, y a crear y no destruir" advirtiendo que la humanidad debe elegir entre estos dos caminos.. | BBC                |
| 1951 | El último mensaje de Navidad de Jorge VI fue la única transmisión que grabó previamente, ya que recientemente se había sometido a una cirugía de pulmón. Habló de su recuperación y los mensajes de buena voluntad que había recibido: "De mis pueblos en estas islas y en la Commonwealth y el Imperio Británicos, así como de muchos otros países me ha llegado este apoyo y simpatía y ahora les agradezco de corazón.", fue el último mensaje que dio, antes de su fallecimiento, 6 semanas después, el 6 de febrero de 1952, y el posterior ascenso de su hija, la princesa Isabel. | BBC                |

### De parte de la Reina Isabel II

#### 1950s
| Año  | Notas | Productora asociada |
| ---- | --- | ------------------- |
| 1952 | En su primer mensaje de Navidad, desde el mismo escritorio y silla que usaron su padre y su abuelo antes que ella, la Reina habló de continuar con la tradición de las transmisiones navideñas que le transmitieron Jorge V y Jorge VI y dijo que se esforzaría por continuar con su trabajo para unir a los pueblos del Imperio y mantener sus ideales y agradeció a su pueblo por su lealtad y afecto en los primeros meses de su reinado. También se refirió a la Commonwealth y el Imperio Británicos como una "inmensa unión de naciones" que era como una familia y que "puede ser un gran poder para el bien, una fuerza que creo que puede ser de un beneficio inconmensurable para toda la humanidad". Este mensaje, y los hasta 1957, se transmitieron simultáneamente por televisión en sonido solo en el Reino Unido. | BBC                 |
| 1953 | Este mensaje fue transmitido desde Auckland, Nueva Zelanda, durante la gira real de seis meses de la Reina y el Duque de Edimburgo por la Commonwealth y habló de su viaje hasta el momento y de lo que esperaba aprender y lograr del Tour. La Reina se refirió a la Corona como un "vínculo personal y amoroso" entre ella y su pueblo y habló de sentirse como en casa en Auckland a pesar de su distancia de Londres. Habló de la Commonwealth como una "comunidad" que no se parece a los imperios del pasado y en la que Gran Bretaña no es más que un socio igualitario. Terminó la transmisión con una nota de condolencias a los afectados por el desastre de Tangiwai la noche anterior. | BBC                 |
| 1954 | La reina transmitió este mensaje desde Sandringham House al final de un año en el que ella y su esposo, el El duque de Edimburgo, habían viajado por todo el mundo. | BBC                 |
| 1955 | Transmitido en vivo desde su estudio en Sandringham House, el tema de la Reina fue las oportunidades que surgen de ser miembro de la Commonwealth of Nations. Con el lanzamiento de ITV en el Reino Unido, la transmisión de televisión de solo sonido se transmitió simultáneamente tanto en ITV como en el Servicio de televisión de la BBC a partir de este año. | BBC                 |
| 1956 | El Duque de Edimburgo habló desde Britannia durante un viaje alrededor de la Commonwealth antes de que la Reina pronunciara su discurso en vivo desde Sandringham House en el que se refirió a laDuke's message como la que mayor alegría le dio a ella y a sus hijos al escucharlo y le deseó buen viaje antes de expresar su tristeza por estar separada de él. También expresó sus condolencias a quienes, a diferencia de ella, no disfrutan de una familia unida o no pueden estar en casa en Navidad o están solos o han sido expulsados de sus hogares y pidió a los oyentes que piensen especialmente en quienes han sido expulsados de sus países de origen. por la guerra o la violencia, refugiados, pidiendo que se les dé verdadero refugio y, en referencia a la historia del nacimiento de Cristo, se les dé alojamiento en la posada. Como en mensajes anteriores, comparó a la Commonwealth con una familia en la que, a pesar de sus diferencias, "en aras de la máxima armonía, se debe permitir que el poder curativo de la tolerancia, la camaradería y el amor desempeñen su papel." La transmisión fue criticada por la continua negativa de la Reina a que la televisaran y por tener "demasiados tópicos pesados escritos por sus funcionarios" y por presentar "una imagen falsa de la Commonwealth como una gran familia británica feliz: todos anglosajones bajo la piel." | BBC                 |
| 1957 | El mensaje de este año, leído desde la Biblioteca Larga en Sandringham House, fue el primero en ser televisado y también fue el 25 aniversario de la primera transmisión de Navidad por radio. La Reina destacó el hito y el avance de la tecnología que permitió que su mensaje fuera visto en los hogares de sus súbditos. Agregó que si bien el cambio puede ser desconcertante, es importante aferrarse a los ideales y valores eternos, como la importancia de la religión, la moralidad, la honestidad y el autocontrol, y habló de la necesidad de tener coraje para defender lo que es correcto, verdadero. y honesto. Durante esta temporada, las condiciones anormales de radio causadas por las manchas solares provocaron que las transmisiones de radio de la policía estadounidense interfirieran con las transmisiones de televisión británicas. Una ocasión de interferencia ocurrió durante el discurso de la Reina, lo que provocó que los oyentes escucharan a un oficial de policía estadounidense decir: "Joe, voy a tomar un café rápido." | BBC                 |
| 1958 | La lectura, procedente de la Biblioteca Larga de Sandringham House, se centró en la importancia de los valores espirituales y familiares y en algunos de los viajes que la Reina y los miembros de la Familia Real pronto realizarán por la Commonwealth. La Reina también respondió a las solicitudes de que sus hijos aparecieran en la transmisión diciendo que después de pensarlo mucho, ella y su esposo decidieron no hacerlo porque quieren que sus hijos crezcan de la manera más natural posible. Este fue el último mensaje de Navidad que se entregó en vivo. | BBC                 |
| 1959 | La Reina grabó por primera vez su mensaje de Navidad. El mensaje fue filmado en el Palacio de Buckingham una semana antes de la transmisión y duró aproximadamente un minuto. Transmitía los mejores deseos de la Reina y su gratitud por los cálidos deseos que había recibido. Estar pregrabado permitió que el mensaje se enviara al extranjero con anticipación y se transmitiera en Australia y Nueva Zelanda el día de Navidad por primera vez, ya que las diferencias horarias y la línea de fecha internacional significaron que muchas transmisiones en vivo anteriores realmente se escucharon. el Boxing Day en Australia y Nueva Zelanda. Como resultado del éxito de la grabación, todos los mensajes navideños posteriores también han sido pregrabados. | BBC                 |

#### 1960s
| Año  | Notas | Productora asociada |
| ---- | --- | ------------------- |
| 1960 | La reina habló desde el Palacio de Buckingham y describió un año lleno de acontecimientos en el que dio a luz al Príncipe Andrés; el matrimonio de su hermana; y Nigeria obtuvo su independencia sin dejar de ser parte de la Commonwealth. Los desastres a los que aludió la Reina incluyeron el el terremoto de ese año en Marruecos; las muertes de manifestantes en Sharpeville, Sudáfrica; y una explosión en Six Bells Colliery cerca de Aberbeeg, Monmouthshire. | BBC                 |
| 1961 | La Reina reflexionó sobre su gira de seis semanas por la India, Pakistán, Nepal e Irán, así como su visita a la Ciudad del Vaticano para entrevistarse con el papa Juan XXIII. | BBC                 |
| 1962 | El discurso del Palacio de Buckingham se refirió a los éxitos recientes en el espacio, incluido el lanzamiento de Telstar, que hizo posible transmitir televisión, imágenes y noticias en todo el mundo casi al instante. | BBC                 |
| 1963 | La Reina volvió a un mensaje transmitido por radio, ya que estaba embarazada de su cuarto hijo, el Príncipe Eduardo. Habló de la importancia de la campaña para liberar al mundo del hambre y la respuesta de la Commonwealth y habló de la esperanza y la promesa del futuro y la necesidad de que la humanidad sea ambiciosa para el logro de lo que es bueno y honorable. | BBC                 |
| 1964 | Isabel II abordó el importante papel de la Commonwealth en un año en el que el líder anti-apartheid Nelson Mandela fue encarcelado en Sudáfrica bajo el apartheid y el fallecimiento del entonces Primer Ministro indio Jawaharlal Nehru. | BBC                 |
| 1965 | El discurso del Palacio de Buckingham tomó como tema la familia, desde la unidad individual hasta la familia del hombre. | BBC                 |
| 1966 | La Reina habló sobre el papel cada vez más destacado e importante que juega la mujer en la sociedad. | BBC                 |
| 1967 | Isabel II habló del centenario de la confederación de Canadá y su gira de cinco semanas por el país para conmemorar el evento, y también mencionó su nombramiento como caballero de Francis Chichester. El mensaje, filmado en el Palacio de Buckingham, fue el primero que se mostró en color. | BBC                 |
| 1968 | El mensaje de Navidad de este año, que provino del Palacio de Buckingham y tenía un tema de hermandad, incluía una mención del derechos civiles líder de los derechos civiles Martin Luther King, asesinado ese año. | BBC                 |
| 1969 | La Reina no dio ningún discurso de Navidad, ya que Isabel sintió que, entre la investidura del Príncipe de Gales, como Príncipe de Gales y el lanzamiento del documental Familia Real, había tenido suficiente cobertura en la televisión; La preocupación expresada por el público llevó a la Reina a emitir una declaración que aseguraba el regreso a la tradición en 1970. El sentimiento quizás se vio socavado cuando, en lugar del discurso televisado, BBC1 y BBC2 repitieron simultáneamente acerca de la Familia real británica El mensaje escrito de la Reina reconoció el final de la década de 1960 y la importancia de la década por ser el momento en que los hombres caminaron por primera vez en la luna. También dijo que esperaba con ansias su visita al año siguiente a Australia, Nueva Zelanda, Fiyi, Tonga y el norte de Canadá. También expresó su preocupación de que "los solitarios, los enfermos y los ancianos" sientan el calor y el compañerismo de la Navidad.. |                     |

#### 1970s
| Año  | Notas | Productora asociada |
| ---- | --- | ------------------- |
| 1970 | De nuevo televisado, el discurso relató algunos de los viajes realizados por la Reina durante el año; incluía películas rodadas en Australia, Nueva Zelanda y Canadá. | BBC                 |
| 1971 | Centrándose en el tema de las familias, la versión televisiva mostraba al príncipe Andrés y al príncipe Eduardo mirando un álbum de fotografías familiares.. | BBC                 |
| 1972 | La producción incluyó escenas de la celebración de los 25 años de matrimonio de la Reina con el Duque de Edimburgo e Isabel mencionó la violencia en Irlanda del Norte, así como los preparativos para que Gran Bretaña se uniera a la Comunidad Económica Europea, predecesora de la actual Unión Europea. | BBC                 |
| 1973 | Intercalado con imágenes de la Reina dando su oración, se filmó una película durante la boda de la hija de la Reina. | BBC                 |
| 1974 | En un tono más sombrío, el mensaje de Navidad aludía a problemas como la continua violencia en Irlanda del Norte y el Oriente Medio, la hambruna de Bangladés de 1974 de ese año, y las inundaciones en Brisbane, Australia.                                                                                | BBC                 |
| 1975 | Transmitido desde los jardines del Palacio de Buckingham, fue la primera vez que el mensaje se grabó al aire libre y reconoció un año de inflación y desempleo récord en el Reino Unido y en todo el mundo.                                                                                                 | BBC                 |
| 1976 | Para conmemorar el Bicentenario de los Estados Unidos, la Reina y el Duque de Edimburgo realizaron una visita de estado a los Estados Unidos de América; esa visita, y el tema de la reconciliación después de los desacuerdos, formaron el foco del mensaje.                                               | BBC                 |
| 1977 | La reina recordó las celebraciones del año del Jubileo de Plata de Isabel II y expresó su esperanza de reconciliación en Irlanda del Norte, donde había visitado en agosto por primera vez en 11 años.. | BBC                 |
| 1978 | El futuro fue el tema seleccionado por la Reina, y la transmisión incluyó imágenes de ella con su nuevo nieto, Peter Phillips y su madre, la Princesa Ana del Reino Unido, así como grabaciones de transmisiones anteriores que se remontan a Jorge V.                                                      | BBC                 |
| 1979 | 1979 fue el Año del Niño, y el mensaje de Navidad abordó el tema de los niños y jóvenes. En esta transmisión, Ceefax se usó por primera vez proporcionando subtítulos para personas con problemas de audición.                                                                                              | BBC                 |

#### 1980s
| Año  | Notas | Productor asociado |
| ---- | --- | ------------------ |
| 1980 | El mensaje, que atrajo un récord de 28 millones de espectadores en el Reino Unido, reflexionó sobre las celebraciones por el 80 cumpleaños de Isabel Bowes-Lyon, y abordó el tema del servicio en sus múltiples formas.. | BBC                |
| 1981 | El discurso fue transmitido desde la terraza detrás del Palacio de Buckingham y marcó el Año Internacional de las Personas con Discapacidad. | BBC                |
| 1982 | Marcando el 50° aniversario del primer mensaje de Navidad, la Reina entregó el de este año en la biblioteca del Castillo de Windsor, por primera vez. El tema fue "el mar", en un año en el que las tropas británicas lucharon en la Guerra de las Malvinas en el Océano Atlántico. El nacimiento y bautizo del tercer nieto de la Reina Guillermo. | BBC                |
| 1983 | El mensaje de Navidad discutió las nuevas posibilidades de cooperación dentro de la Commonwealth of Nations que permiten las tecnologías modernas. La reina mencionó una visita a Bangladés y la India ese año, en la que conoció a la primera ministra india Indira Gandhi, invistió a la Madre Teresa de Calcuta en la Orden del Mérito y asistió a la reunión de líderes de la Mancomunidad en Nueva Delhi. | BBC                |
| 1984 | El mensaje fue las lecciones que los adultos pueden aprender de los niños, con una película que presenta el bautizo del cuarto nieto de la Reina, el Príncipe Harry. | BBC                |
| 1985 | La Reina habló del terremoto que sacudió la Ciudad de México, la erupción volcánica en Colombia, la hambruna en África y el el accidente de Air India la costa de Irlanda, aunque el mensaje se centró en las buenas noticias del año, ya que la Reina elogió los notables logros públicos con imágenes de investiduras y la entrega de premios.. | BBC                |
| 1986 | David Attenborough, como lo haría hasta 1991, produjo la transmisión del mensaje de Navidad, que en 1986 se filmó en las Royal Mews del Palacio de Buckingham y enfatizó la responsabilidad de la sociedad hacia los niños.. | BBC                |
| 1987 | La Reina mencionó el Masacre del Remembrance Day en Enniskillen, Irlanda del Norte, y enfatizó la importancia de la tolerancia y el perdón. | BBC                |
| 1988 | Junto con las referencias añadidas al accidente ferroviario de Clapham Junction, el desastre de Lockerbie y el terremoto armenio que ocurrieron después de que se grabara la transmisión principal, la reina reflexionó sobre tres aniversarios importantes: el 400 aniversario de la Armada española, el 300 aniversario de la llegada a Gran Bretaña del futuro rey Guillermo III y María II, y los 200 de la fundación de Australia. | BBC                |
| 1989 | La Reina leyó su discurso de Navidad desde el Royal Albert Hall, grabado en una gala especial de Save the Children, lo que significa que, por primera vez, una audiencia escuchó el discurso antes de su transmisión internacional. La Reina reflexionó sobre la sensación de asombro cuando era niña, así como sobre la Parábola del buen samaritano de Jesucristo, y cómo eso podría estimular un cambio ambiental y cultural significativo. Ella y su hija, la Princesa Real también hablaron con los niños al final de la transmisión. | BBC                |

#### 1990s
| Año  | Notas | Productora asociada |
| ---- | --- | ------------------- |
| 1990 | Isabel rindió homenaje al papel de las fuerzas armadas en el contexto de la guerra inminente en el Golfo Pérsico. | BBC                 |
| 1991 | El mensaje reflexionaba sobre los enormes cambios que tenían lugar en Europa del Este y Rusia, que incluían la Disolución de la Unión Soviética, y la importancia de las tradiciones democráticas. | BBC                 |
| 1992 | El discurso de Navidad se produjo un mes después de que incendio en el castillo de Windsor en 1992 el fuego destruyera parte del castillo de Windsor; la Reina abordó la importancia de la fortaleza personal, encarnada por los miembros de las fuerzas armadas que realizan tareas difíciles de mantenimiento de la paz, y Leonard Cheshire, que murió ese año. El discurso se filtró a The Sun antes de la transmisión. Este fue el 60 aniversario del discurso y el 40 aniversario de la Reina. | BBC                 |
| 1993 | La Reina elogió los logros de los voluntarios que trabajan por la paz y el alivio de los demás. | BBC                 |
| 1994 | Reflexionando sobre los esfuerzos de paz pasados y presentes, Isabel comentó sobre su asistencia a las ceremonias que marcaron el 50 aniversario del Desembarco de Normandía y su visita de estado a Rusia. | BBC                 |
| 1995 | Comenzando con un recordatorio del 50 aniversario del Día VE y el Día VJ en el marco de las celebraciones por los aniversarios que rodearon en torno al fin de la Segunda Guerra Mundial en 1945 en el mundo, la Reina declaró que el recuerdo era una parte importante de la vida y rindió homenaje a los que sirvieron y a los que no regresaron. Luego pasó a los conflictos actuales, como la Guerra de Bosnia, en la que estaban sirviendo las fuerzas de la Commonwealth, al año completo de paz en Irlanda del Norte, y se refirió a su invitación del Palacio de Buckingham a los trabajadores voluntarios que trabajan en todo el mundo. El trabajo de la hermana Ethel, una monja que ayuda a los niños en los municipios de Sudáfrica, fue elegido por Isabel, quien terminó rindiendo homenaje a los pacificadores de todo el mundo. | BBC                 |
| 1996 | La Reina habló de sus viajes a Polonia, la República Checa y Tailandia, así como la visita al Reino Unido del presidente sudafricano Nelson Mandela, con un tema general de esperanza para el futuro. | BBC                 |
| 1997 | El primer mensaje de Navidad producido por Independent Television News, así como el primero en ser publicado en Internet, y el 40 del mensaje en televisión, se abrió con imágenes contrastantes de la Abadía de Westminster, que la Reina les recordó a los espectadores que ese año había sido el escenario del Funeral de Diana, así como la celebración de las bodas de oro de Isabel, hablando de la alegría de su vida matrimonial. Luego, la Reina recordó a los espectadores sus viajes a Canadá, India y Pakistán, y de la regreso de Hong Kong a China, antes de rendir homenaje a los jefes de Estado de la Commonwealth en la reunión de ese año. En conclusión, la Reina dio la bienvenida a la inminente devolución del poder a Escocia y Gales, y habló de los beneficios de ser un Reino Unido.                                  | ITN                 |
| 1998 | El mensaje se centró en las lecciones que las diferentes generaciones podrían aprender unas de otras, y la transmisión incluyó una película de la reina Queen Elizabeth The Queen Mother, visitando el Field of Remembrance en la Abadía de Westminster, la Reina en Ypres y en París, y la recepción por el 50 cumpleaños del Príncipe de Gales. | ITN                 |
| 1999 | La Reina expresó su deseo por el comienzo de un nuevo siglo y un nuevo milenio, así como por las lecciones de la historia. La transmisión, filmada en el Salón Blanco del Castillo de Windsor, presentó imágenes de una recepción para jóvenes triunfadores en el Palacio de Holyrood y una recepción para miembros de los servicios de emergencia en el Palacio de Buckingham. | BBC                 |

#### 2000s
| Año  | Notas | Productora asociada |
| ---- | --- | ------------------- |
| 2000 | La Reina aprovechó su transmisión navideña para reflexionar sobre el verdadero comienzo del nuevo milenio y el papel de la fe en las comunidades. La transmisión incluyó una película de la visita de ese año a Australia. | BBC                 |
| 2001 | Isabel, en este discurso que describió como "mi mensaje de Navidad número 50 para ti" (su mensaje de 1969 fue por escrito y no transmitido) se refirió a la cantidad inusual de juicios y desastres ese año, aludiendo al brote de fiebre aftosa en el Reino Unido del 2001 y los Atentados del 11 de septiembre de 2001; los espectadores vieron la ocasión en que se tocó el Himno nacional estadounidense en el cambio de guardia. Luego, la Reina habló de la importancia de la fe para sacar fuerzas en tiempos difíciles y rindió homenaje a quienes trabajan para los demás en la comunidad. | ITN                 |
| 2002 | En su transmisión de Navidad número 50 (que también marcó el 70.º año de los mensajes festivos reales), la Reina habló sobre los temas de alegría y tristeza, reflexionando sobre su "pérdida personal" tras la muerte de su hermana, la princesa Margarita , y de su madre, la reina madre, ese año en febrero y marzo respectivamente, y el consuelo que recibió de su fe y los tributos de otros. Su mensaje fue entregado desde el Salón Blanco del Palacio de Buckingham, con fotografías de la Reina Madre, el Rey Jorge VI y la Princesa Margarita a su lado. Ella recordó la alegre celebración de su Jubileo de Oro con extractos que se mostraron junto con el sombrío servicio conmemorativo de Bali en la Catedral de San Pablo en Londres. Habló de la confianza en los pilares gemelos del "mensaje de esperanza" en el evangelio cristiano y el apoyo del público. | ITN                 |
| 2003 | La apertura de este mensaje fue grabada en el cuartel de Caballería Doméstica en Windsor. Con muchos miembros de las fuerzas armadas de la Commonwealth en despliegues en el extranjero, la Reina alentó a la audiencia, que incluía a 10 millones en el Reino Unido, a pensar en aquellos que no estaban con sus familias en Navidad y rindió homenaje al trabajo que habían realizado para lograr la paz. También habló de la importancia del trabajo en equipo y de lo que había aprendido al presentar el nuevo Premio del Jubileo de Oro de la Reina al Servicio Voluntario en la Comunidad. | BBC                 |
| 2004 | Apertura con imágenes de la Reina repartiendo regalos a su propia familia, y entrelazado con cobertura de la Reina, el Duque de Edimburgo y el Príncipe de Gales asistiendo a varias reuniones multiculturales, la Reina y el Duque de Edimburgo visitando un Sikh gurudwara y el Príncipe de Gales visitando una escuela musulmana en el este de Londres, el tema del mensaje fue la diversidad cultural y religiosa y los beneficios de la tolerancia. El mensaje fue calurosamente recibido por los líderes de las comunidades musulmana y sij de Gran Bretaña. En una ruptura con la tradición, la Reina también envió un mensaje de Navidad por radio a las tropas del Reino Unido, que fue transmitido por el Servicio de Radiodifusión de las Fuerzas Británicas. | BBC                 |
| 2005 | La Reina reflexionó sobre tragedias como el tsunami del Océano Índico, el huracán Katrina, el terremoto en Cachemira y los atentados en Londres; elogió como "bastante notables" las respuestas humanitarias de personas de todas las religiones. | ITN                 |
| 2006 | El discurso, disponible por primera vez para descargar como podcast, se trataba de la relación entre las generaciones y cómo los jóvenes y los mayores podían unirse para fortalecer sus comunidades, con fuertes referencias a la inclusión de los musulmanes y otras religiones en la sociedad en general. | ITN                 |
| 2007 | El mensaje de 2007 comenzó con los comentarios introductorios del mensaje de Navidad de 1957 que se muestra en un televisor y la Reina de pie junto a él. El tema se centró en la familia, incluido el nacimiento de Jesús en una familia en circunstancias desfavorables, y la Reina habló sobre el deber común de cuidar a los vulnerables de la sociedad. Se mostraron imágenes de la Royal Marines en la guerra de Afganistán (2001-2021) en Afganistán, así como un monumento militar, acompañado de comentarios sobre el trabajo de las tropas. en Irak y Afganistán. El mensaje terminaba con un clip en blanco y negro de "God Save the Queen" de la transmisión original de 1957 y una imagen del Estandarte del monarca británico. | BBC                 |
| 2008 | La Reina reconoció que las preocupaciones sobre la Crisis financiera de 2007-2008, así como la violencia en todo el mundo, han hecho que la Navidad de ese año sea "una ocasión más sombría para muchos" y pidió a la gente que muestre coraje y no acepte derrotar y en cambio luchar por un futuro mejor. También reflexionó sobre el 60 cumpleaños del Príncipe de Gales y sus obras de caridad y rindió homenaje a quienes llevan una vida caritativa al servicio de los demás. Este fue el primer mensaje transmitido en alta definición. | BBC                 |
| 2009 | La Reina reflexionó sobre el papel de las fuerzas armadas de la Commonwealth en Afganistán . | ITN                 |

#### 2010s
| Año  | Notas | Productora asociada |
| ---- | --- | ------------------- |
| 2010 | La Reina se centró en la importancia de la Biblia King James (400 años en 2011) como fuerza unificadora y del deporte en la construcción de comunidades y la creación de armonía. El mensaje de Navidad incluía imágenes de Príncipe Guillermo y Príncipe Harry jugando al fútbol con huérfanos en Lesoto. En lugar de ser grabado en el Palacio de Buckingham como suele ser el caso, por primera vez el mensaje de Navidad fue filmado en el Palacio de Hampton Court. | ITN                 |
| 2011 | Unidad y esperanza frente a la adversidad y la importancia de la familia fueron los temas de la transmisión de este año con giras reales, la Boda del Príncipe William y Catherine Middleton, la boda de Zara Phillips y Mike Tindall y las diferencias entre los dos, y la Commonwealth también se aborda en esos dos contextos, respectivamente. El mensaje fue grabado antes de la hospitalización del Duque de Edimburgo para una cirugía cardíaca de emergencia. Este fue el primer mensaje de Navidad producido por Sky News. | Sky                 |
| 2012 | El Mensaje fue realizado en 3D. Este mensaje fue el 60 que la Reina entregó a la nación y la Commonwealth, en conmemoración del su jubileo de diamante, así como del 80 aniversario de los mensajes de Navidad. | Sky                 |
| 2013 | El tema fue la importancia de la reflexión en general que dio paso a reflexiones específicas sobre el 60 aniversario de la Coronación de la Reina y los cambios desde entonces, el papel de la Commonwealth con referencia a los próximos 2014 Commonwealth Games en Glasgow y el reciente encuentro de líderes de la Mancomunidad en Sri Lanka con un clip del Príncipe de Gales, en donde se incluye el discurso de Gales' a los líderes de la Commonwealth, y el nacimiento y bautizo del tercer bisnieto de la Reina Príncipe Jorge. | BBC                 |
| 2014 | La Reina habló del centenario del estallido de la Primera Guerra Mundial y de su visita a un monumento de amapola de cerámica en la Torre de Londres para conmemorar a quienes perdieron la vida en el conflicto. Recordó la tregua de Navidad de 1914, el proceso de paz de Irlanda del Norte y el referéndum de independencia de Escocia de 2014 mientras hablaba de reconciliación y perdón. También habló de "el desinterés de los trabajadores humanitarios y voluntarios médicos que han ido al extranjero para ayudar a las víctimas de conflictos o de enfermedades como Ébola, a menudo con un gran riesgo personal".. Aquí se rumoraba la abdicación de la reina, pero no hubo cosa tal | BBC                 |
| 2015 | Al abordar un año marcado por desastres, ataques terroristas y una crisis de refugiados, la Reina alentó a su audiencia a encontrar esperanza en los "momentos de oscuridad" y citó el Evangelio de Juan al decir 'La luz brilla en la oscuridad, y la oscuridad no lo ha vencido.' También dijo que la Navidad es un "momento para recordar todo lo que tenemos que agradecer" y dar gracias a "las personas que traen amor y felicidad a nuestras propias vidas". La Reina también señaló que 2015 fue el 70 aniversario del final de la Segunda Guerra Mundial y agradeció a quienes sirvieron en el conflicto. La Reina también notó la tradición de decorar el Árbol de Navidad, y cómo su tatarabuelo, el Príncipe Consorte Alberto, trajo la tradición de un árbol de Navidad con él desde Alemania a Gran Bretaña. Luego, la Reina notó el nacimiento de la Princesa Charlotte, y que ella sería la última incorporación de su familia para ayudarla a decorar el árbol de Navidad. La Reina habló sobre el Árbol de Navidad en Trafalgar Square, y reconoció cómo Noruega le da a Londres el árbol como regalo por ayudarlos en la Segunda Guerra Mundial. El mensaje fue grabado en la Sala del siglo XVIII del Palacio de Buckingham. | ITN                 |
| 2016 | El tema del discurso fue la inspiración. La Reina elogió los logros de los atletas olímpicos y paralímpicos británicos en los Juegos Olímpicos de Verano de 2016 y reflexionó sobre el 60.º aniversario de los Premios Duque de Edimburgo y el 40.º aniversario de los Premios Prínce Trust y habló de la inspiración que brinda la gente común que hace cosas pequeñas pero grandes, diciendo que: "Por nuestra cuenta, no podemos poner fin a las guerras o eliminar la injusticia, pero el impacto acumulativo de miles de pequeños actos de bondad puede ser mayor de lo que imaginamos". | ITN                 |
| 2017 | El tema del discurso fue el hogar. La Reina comenzó reconociendo el 60 aniversario de su primer Mensaje de Navidad televisado, refiriéndose a sí misma en tercera persona al decir: "Hoy hace sesenta años, una joven habló sobre la velocidad del cambio tecnológico al presentar la primera transmisión televisiva de su amable... Seis décadas después, la presentadora ha 'evolucionado' un poco, al igual que la tecnología que describió." Rindió homenaje a los sobrevivientes de los ataques terroristas de Londres y del atentado con bomba en el Manchester Arena y expresó sus pensamientos y oraciones a las víctimas del Incendio de la torre Grenfell y a quienes perdieron tanto en el desastre. Reflexionó sobre los hitos de su propia vida, incluido su 70 aniversario de bodas y la decisión del duque de Edimburgo de apartarse de los deberes públicos, tras 65 años de loable entrega. También dijo que esperaba dar la bienvenida a nuevos miembros a la familia real el próximo año, una referencia al duque y la duquesa de Cambridge que esperan a su tercer hijo y al compromiso del príncipe Harry con su novia, Meghan Markle. | Sky                 |
| 2018 | La reina señaló el centenario de la Royal Air Force y el centenario del Armisticio, y habló de la participación de su padre en la Batalla de Jutlandia. También hizo referencia al nacimiento del Príncipe Luis, las bodas de Príncipe Harry y Meghan Markle y Princesa Eugenie y Jack Brooksbank, así como las celebraciones del septuagésimo cumpleaños del Príncipe de Gales. Ella dijo que la fe, la familia y la amistad han sido una fuente continua de consuelo y tranquilidad para ella. Recordó la Reunión de jefes de Gobierno de la Commonwealth del 2018 en Londres y los Juegos de la Commonwealth de 2018 y habló de los objetivos de la Commonwealth y sus principios de respeto mutuo y cooperación. La Reina dijo que la paz y la buena voluntad deben ser tenidas en cuenta ahora más que nunca, y que las personas deben respetarse mutuamente incluso cuando albergan diferencias profundamente arraigadas. | Sky                 |
| 2019 | Hablando en el Salón Verde del Castillo de Windsor, la Reina presentó su mensaje diciendo que son "los pasos pequeños, no los saltos gigantes" los que traen un cambio duradero en el mundo, haciendo referencia al quincuagésimo aniversario del Apolo 11 misión y las palabras de Neil Armstrong al pisar la Luna. Luego habló de la conmemoración de ese año del 75 aniversario de los Día D en el que los antiguos enemigos dejaron de lado sus diferencias pasadas para conmemorar el evento juntos. Si bien la Reina no se refirió directamente a las divisiones en 2019 con respecto a los debates sobre Brexit que culminaron en las elecciones generales del Reino Unido de 2019, su descripción del año como "bastante accidentado" fue ampliamente interpretada en los medios de comunicación como una referencia indirecta y su hablar de la importancia de la reconciliación, diciendo, "pequeños pasos... pueden superar las diferencias de larga data y las divisiones profundamente arraigadas para traer armonía y comprensión" fue visto como instando al pueblo británico a sanar divisiones entre ellos. La Reina también se refirió al nacimiento de su bisnieto, Archie Mountbatten-Windsor, y habló de cómo "le ha llamado la atención cómo las nuevas generaciones han aportado un sentido de propósito similar a cuestiones como la protección de nuestro medio ambiente y nuestra clima." | BBC                 |

#### 2020s
| Año  | Notas | Productora asociada |
| ---- | --- | ------------------- |
| 2020 | Al final de un año marcado por la Pandemia de COVID-19, la Reina habló de su gran orgullo por el espíritu "tranquilo e indomable" de quienes han "superado magníficamente" los desafíos del 2020, y agregó que " Necesitamos que la vida continúe". Hablando de la asistencia mutua durante la crisis, dijo que "sorprendentemente, un año que necesariamente ha mantenido a las personas separadas nos ha acercado, en muchos sentidos". A aquellos que han sufrido pérdidas, les dijo: "No están solos, y permítanme asegurarles mis pensamientos y oraciones". Dijo que lo que mucha gente quiere "para Navidad es un simple abrazo o un apretón de manos", pero "incluso en las noches más oscuras hay esperanza en el nuevo amanecer". La Reina destacó a los jóvenes por su parte para ayudar a la sociedad durante la crisis y señaló que 2020 fue el bicentenario del nacimiento de Florence Nightingale al expresar una "deuda de gratitud" con las enfermeras y los trabajadores de primera línea. También evocó la Parábola del buen Samaritano en elogiar a innumerables personas que han ayudado a extraños durante la pandemia. Además, destacó las conmemoraciones del centenario de la sepultura del Soldado Desconocido, quien como símbolo del "deber desinteresado y último sacrificio" fue, para ella, una "fuente de esperanza duradera en tiempos difíciles e impredecibles". Este fue el primer Discurso de Navidad disponible para escuchar en dispositivos Amazon Alexa. | BBC                 |
| 2021 | En su último Mensaje de Navidad, antes de su fallecimiento al año siguiente, la Reina marcó la muerte de su consorte, el Duque de Edimburgo, que ocurrió a principios de año, señalando que "aunque es una época de mucha alegría y buen ánimo para muchos, la Navidad puede ser dura para quienes han perdido seres queridos. Este año, especialmente, entiendo por qué”, refiriéndose también al segundo año de la pandemia de COVID-19. Agradeció a sus súbditos por la "calidez y el afecto" mostrados en los homenajes a la vida del duque de Edimburgo, diciendo que había obtenido "un gran consuelo" de ellos. Sobre el príncipe Felipe, dijo: "Su sentido del servicio, curiosidad intelectual y capacidad para exprimir la diversión de cualquier situación eran incontenibles. Ese brillo travieso e inquisitivo era tan brillante al final como cuando lo vi por primera vez". Ella entregó su mensaje mientras estaba detrás de un escritorio en el Salón Blanco del Castillo de Windsor, acompañado de una sola foto enmarcada de ella y su difunto esposo. Llevaba un broche de crisantemo de zafiro que había usado en 1947, durante su luna de miel y nuevamente para las celebraciones de su Bodas de Diamante. | ITN                 |

### De parte de Carlos III
| Año  | Notas | Productora asociada |
| ---- | --- | ------------------- |
| 2022 | En su primer mensaje de Navidad, después del fallecimiento de su madre, el Rey rindió homenaje a su difunta madre Isabel -quien 65 años antes había aparecido en el primer Mensaje de Navidad transmitido por la televisión británica-, y agradeció a quienes habían expresado su "amor y simpatía" tras su muerte, señalando que "la Navidad es un momento particularmente conmovedor para todos los que hemos perdido a seres queridos". También habló de la fe de su madre y su creencia compartida en las personas y el trabajo comunitario de los grupos de fe en general, mencionando "iglesias, sinagogass, mezquitass y gurdwaras". El Rey también se refirió a la "gran ansiedad y penuria" de quienes luchan por "pagar sus facturas y mantener a sus familias alimentadas y calientes" y la generosidad de quienes entregan alimentos, donaciones o tiempo para apoyarlos, rindiendo homenaje a la "desinteresada dedicación" de voluntarios, trabajadores de organizaciones benéficas, maestros, trabajadores de servicios sociales y de salud que ayudan a quienes tienen dificultades financieras. También elogió a los servicios de emergencia y las fuerzas armadas que trabajan para "mantenernos a todos a salvo". El mensaje fue grabado el 13 de diciembre en la Capilla de San Jorge en el Castillo de Windsor, Inicialmente, la transmisión estaba programada para ser producida por ITN, pero fue producida por BBC después de que ITN fuera descartada. El motivo del cambio no fue revelado.                                 |                     |
| 2023 | En su segundo mensaje de Navidad, el primero como monarca coronado, el Rey elogió a los voluntarios como la "columna vertebral esencial de nuestra sociedad", expresando su alegría por el hecho de que cientos de voluntarios y sus organizaciones estuvieran presentes en su coronación en mayo, afirmando que su presencia "enfatizaba el significado de la coronación misma, por encima de todo". todos, un llamado a todos nosotros a servirnos unos a otros, a amar y cuidar a todos”. Con un árbol de Navidad vivo como telón de fondo, que será replantado después de la emisión, adornado con adornos naturales y sostenibles, el Rey afirmó que hay que proteger el planeta "por el bien de los hijos de nuestros hijos", añadiendo que "durante mi vida Me ha complacido mucho ver una creciente conciencia de cómo debemos proteger la Tierra y nuestro mundo natural como el único hogar que todos compartimos", refiriéndose a esto como un deber espiritual al decir: "Cuidar esta creación es una responsabilidad que tenemos. por personas de todas las religiones y de ninguna. Cuidamos la Tierra por el bien de los hijos de nuestros hijos". En el contexto de las guerras en Ucrania y Gaza, también destacó la importancia de los valores "universales" compartidos entre las principales religiones, en un momento de "conflictos cada vez más trágicos en todo el mundo". ". El discurso fue grabado el 7 de diciembre en la Sala Central del Palacio de Buckingham con el Victoria Memorial visible a través de la ventana. | ITN                 |
| 2024 | El Rey grabó su mensaje en la antigua capilla del hospital Fitzrovia Chapel, una de las pocas veces que un soberano no ha pronunciado el discurso de Navidad en una residencia real como el Castillo de Windsor, el Palacio de Buckingham o Sandringham House.En un año en el que tanto el Rey como la Princesa de Gales han recibido tratamiento contra el cáncer, el discurso reflexionó sobre los desafíos personales, nacionales e internacionales y cómo se pueden superar a través del apoyo comunitario. El Rey reconoció el papel de los trabajadores de la salud y también elogió a las comunidades que se han unido después de los disturbios antiinmigrantes, diciendo: "Sentí un profundo sentimiento de orgullo aquí en el Reino Unido cuando, en respuesta a la ira y la anarquía en varias ciudades "Este verano, las comunidades se unieron, no para repetir estos comportamientos sino para reparar", dijo el Rey, añadiendo que se trataba de "reparar no sólo edificios, sino relaciones y, lo más importante, reparar la confianza". | Sky                 |

## Similares discursos repetidos en el mundo
En 1931, la reina Guillermina de los Países Bajos entregó su primer mensaje de Navidad en las ondas de radio, que también se transmitió a las Indias Orientales Holandesas, Surinam y las demás Antillas Holandesas a través de la estación de radio de onda corta PCJJ. Durante el reinado de su hija Juliana, el Mensaje Real de Navidad se convertiría en una tradición anual.
El Papa entrega un mensaje de Navidad al mundo y los jefes de Estado de otros países han adoptado la tradición de un mensaje en Navidad, incluido el Rey de Suecia, el Rey de los Belgas, el Presidente de Alemania y el Rey de España a partir de 1975.
Otros han modificado la práctica emitiendo una declaración para que coincida con el Año Nuevo; esto lo hacen los Gobernadores Generales de Canadá y Nueva Zelanda, el Rey de Dinamarca, el Rey de Noruega, el Rey de Tailandia, los Presidentes de China, Finlandia, Francia, Hungría, Italia, Filipinas, Polonia, Portugal y la Federación Rusa, así como el Canciller de Alemania. El Arzobispo de Canterbury, líder espiritual de la Comunión Anglicana, también da un discurso el Día de Año Nuevo. El Primer Ministro Británico emite un breve mensaje de Navidad y el Mensaje de Año Nuevo del Primer Ministro que reflexiona ampliamente sobre el año pasado y las intenciones del gobierno en el nuevo año.
El Primer Ministro de Canadá graba un breve saludo navideño.
Yang di-Pertuan Agong de Malasia pronuncia discursos en su cumpleaños oficial en junio y en el Día de los Héroes Nacionales en julio, mientras que el Primer Ministro de Malasia también pronuncia discursos no solo en el día de Año Nuevo sino también en la noche de Eid ul-Fitr y en la víspera del Día de la Independencia. El Primer Ministro de Singapur pronuncia su discurso en esta ocasión y en el Día Nacional de Singapur. En el pasado, el Gobernador de Hong Kong, como representante del monarca británico, desempeñó este papel; la tradición fue continuada por el Jefe Ejecutivo de Hong Kong tras la transferencia de soberanía del territorio a China en 1997.
El presidente de los Estados Unidos también entrega mensajes de Navidad como parte del discurso semanal del presidente. Algunos de estos mensajes salen unos días antes de Navidad o el día de Navidad. El presidente también puede dar un mensaje de Navidad a los soldados que prestan servicio en las Fuerzas Armadas de los Estados Unidos. El partido de oposición también puede dar a conocer sus mensajes de Navidad como parte de su respuesta al discurso semanal del Presidente. Además, a partir de 1986, el presidente de los Estados Unidos, Ronald Reagan, y el secretario general de la Unión Soviética, Mijaíl Gorbachov, intercambiaron discursos televisados el día de Año Nuevo a las respectivas naciones del otro. Este intercambio continuó entre el presidente George H. W. Bush y Gorbachov hasta la desaparición de la Unión Soviética.